# 4883 Korolirina
4883 Korolirina је астероид главног астероидног појаса чија средња удаљеност од Сунца износи 2,740 астрономских јединица (АЈ).
Апсолутна магнитуда астероида је 13,7.